# Catastrophe de la mine de jade de Hpakant de 2021
Pour les autres glissements de terrain ayant entraîné une catastrophe comparable aux abords de Hpakant, voir Catastrophe de la mine de jade de Hpakant.
La catastrophe de la mine de jade de Hpakant de 2021 est survenue le 22 décembre 2021 lorsqu'un glissement de terrain s'est produit dans une mine de jade de la ville de Hpakant, dans l'État kachin, en Birmanie. Le glissement de terrain a fait 20 morts et au moins 70 disparus.

## Contexte
La Birmanie est le plus grand fournisseur de jade, dans un commerce d'une valeur de 790 millions de dollars américains selon les statistiques officielles de la Birmanie, bien que des estimations indépendantes le situent entre 30 et 31 milliards de dollars américains par an,. Selon Global Witness, l'industrie valait 31 milliards de dollars américains,,. Tandis que Reuters, Al Jazeera et Deutsche Welle ne disent aucun nombre ni année,. L'industrie est connue pour les accidents fréquents sur ses sites miniers. La plus grande mine de jade au monde se trouve à Hpakant dans l'État Kachin.
Des dizaines de mineurs ont été tués dans des accidents de moindre envergure ces dernières années, avec des "ramasseurs de jade" indépendants qui récupèrent les résidus des plus gros exploitants particulièrement à risque. Ces mineurs indépendants vivent dans des quartiers délabrés au pied de gros monticules de gravats creusés par de la machinerie lourde. Les mineurs indépendants sont souvent des migrants d'autres régions de la Birmanie et ne sont pas enregistrés, ce qui a compliqué l'identification des personnes disparues. L'exploitation minière est effectuée sur le site par des centaines de personnes qui fouillent dans les résidus déversés par des camions sur le site. Les résidus forment de grandes pentes, dans un paysage lunaire dépourvu d'arbres, susceptible de s'effondrer.

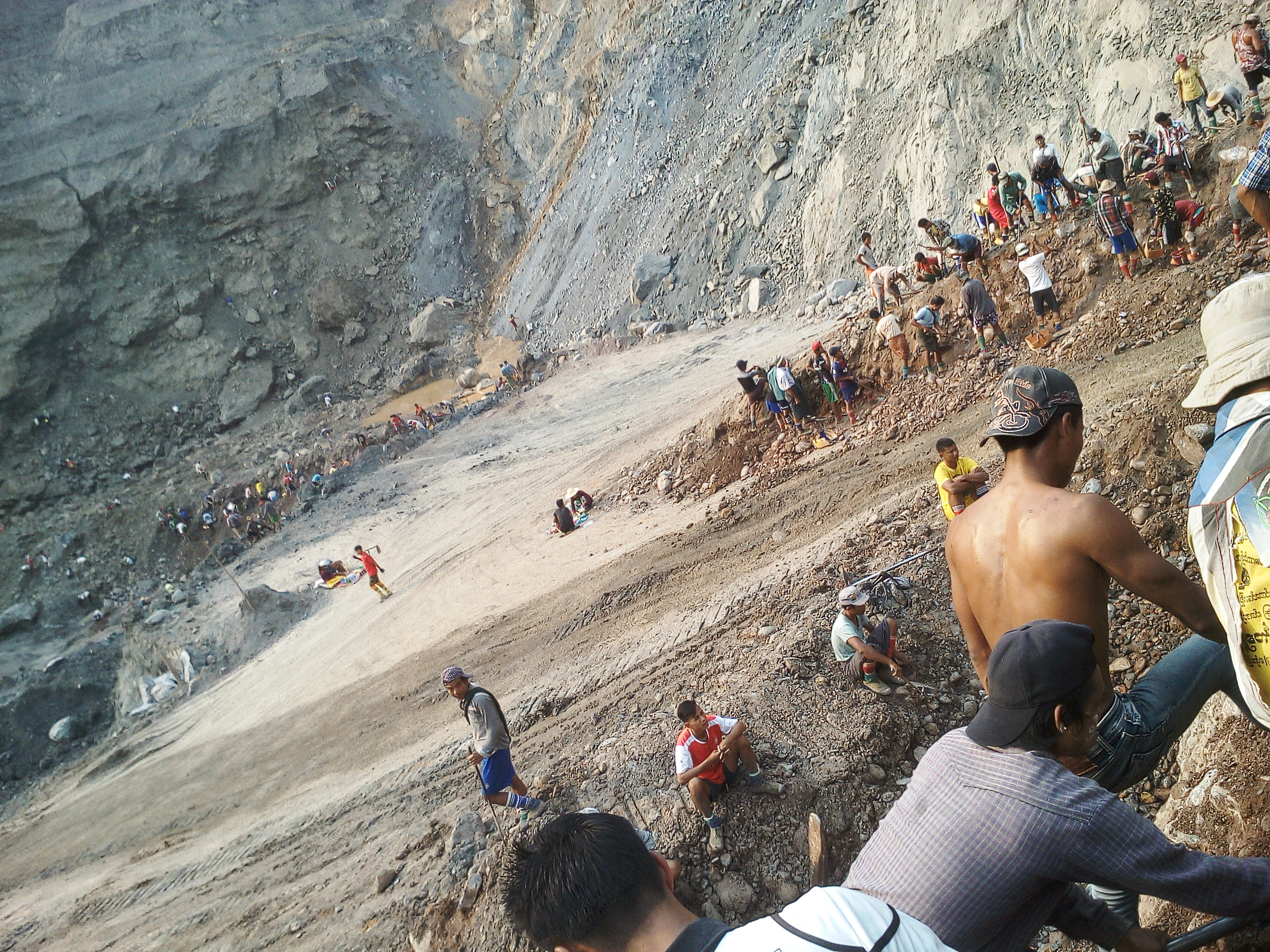
Mine de jade (État kachin, 2018).

En 2015, un glissement de terrain a tué au moins 116 personnes dans la mine. Après l'incident et la formation du cabinet de Htin Kyaw (en), dirigé par Htin Kyaw et Aung San Suu Kyi en 2016, le cabinet a promis de réformer l'industrie du jade et de réduire les accidents. Les militants affirment cependant que peu de choses ont été faites dans la pratique depuis que le cabinet a pris le pouvoir la même année. En 2019, une cinquantaine de travailleurs ont été ensevelis (en) dans un effondrement de mine, entraînant la mort de 4 mineurs et de 2 secouristes. Selon la BBC, au moins 100 personnes sont mortes cette année-là.
En 2020, au moins 175 personnes ont été tuées dans un autre glissement de terrain dans la même mine. La catastrophe de 2020 a été l'événement le plus meurtrier lié à l'exploitation minière dans le pays. Le glissement de terrain a été déclenché par l'effondrement des déchets miniers dans le lac. Plus récemment, une semaine avant le glissement de terrain de 2021, un autre accident dans une mine de jade dans la même zone a provoqué la disparition de dix mineurs.
L'extraction de jade en Birmanie est interdite jusqu'en mars 2022, mais ces lois imposées sont enfreintes par les habitants qui luttent contre le faible taux d'emploi et la pauvreté. En 2018, la nation a adopté une nouvelle loi pour réformer l'industrie corrompue. Cependant, le coup d'État de février 2021 a empêché toute bonne exécution de la loi.

## Glissement de terrain
Le glissement de terrain s'est produit juste avant l'aube à 4 h 0 heure locale. La cause probable du glissement de terrain est un débordement de déchets miniers déversés par des camions dans la mine à ciel ouvert.

## Victimes
Dans un communiqué du Kachin News Group, 20 mineurs ont été tués. On estime qu'entre 70 et 80 personnes sont portées disparues, emporté dans un lac voisin de la mine. L'Agence France-Presse a confirmé le décès d'un travailleur et 25 autres ont été hospitalisés pour des blessures. Dans un reportage, la BBC croit que la majorité des victimes étaient des mineurs illégaux.

## Conséquences
Les secouristes sont arrivés sur les lieux du glissement de terrain à 7 h 0, heure locale. Selon un responsable, 200 sauveteurs se sont rendus dans le lac en bateau pour rechercher des corps.